# Université d'État du Dakota du Sud
Ne doit pas être confondu avec Université du Dakota du Sud.
L'université d'État du Dakota du Sud (en anglais : South Dakota State University ou SDSU) est une université américaine fondée en 1881 et située à Brookings dans l'État du Dakota du Sud.

## Campus
Le campus abrite notamment l'Horticulture Building, lequel est inscrit au South Dakota State Register of Historic Places depuis 1981. Le Coughlin Campanile est quant à lui inscrit au Registre national des lieux historiques depuis le 26 février 1987.

## Personnalités liées à l'université
- Gene Amdahl (étudiant en physique de 1945 à 1948)
- Raymond C. Bushland
- Ernest Orlando Lawrence, prix Nobel de physique